# Mormaison
Mormaison is een plaats en voormalige gemeente in het Franse departement Vendée in de regio Pays de la Loire en telt 853 inwoners (1999). De plaats maakt deel uit van het arrondissement La Roche-sur-Yon.

## Geschiedenis
Op 12 januari 2016 fuseerde Mormaison met Saint-André-Treize-Voies en Saint-Sulpice-le-Verdon tot de huidige Montréverd.

## Geografie
De oppervlakte van Mormaison bedraagt 15,5 km², de bevolkingsdichtheid is 55,0 inwoners per km².
De onderstaande kaart toont de ligging van Mormaison met de belangrijkste infrastructuur en aangrenzende gemeenten.

## Demografie
Onderstaande figuur toont het verloop van het inwonertal.
Mormaison · Saint-André-Treize-Voies · Saint-Sulpice-le-Verdon